# Parc de Pituaçu
Le parc métropolitain de Pituaçu est la plus grande réserve écologique de la ville brésilienne de Salvador ; il se situe dans le quartier éponyme au nord de la ville, face à la mer.

## Présentation
Le parc se développe autour d’un lac de 200 000 m2. Autour, la forêt atlantique est riche d’une faune et d’une flore diversifiée : Tabebuia, Mangaba, Genipa americana… En 2006, ont été plantés autour du lac un grand nombre de pernambouc (en portugais, pau-brasil), plante qui a donné son nom au pays, et plusieurs autres spécimens typiques de la forêt amazonienne, menacés d’extinction.

## Activités culturelles
Dans le parc, il y a diverses activités culturelles, comme la foire d’artisanat (le dimanche) et une exposition de livres. Il y a aussi une exposition permanente de plus de 800 œuvres du sculpteur Mário Cravo, qui est reconnu dans le monde entier. 
La piste cyclable qui traverse le parc fait 17 kilomètres, et on peut louer des vélos pour faire la promenade. Le lac est ouvert aux pédalos.